# Cannon Street (metrostation)
Cannon Street is een station van de metro van Londen aan de District Line en Circle Line onder de Cannon Street bij het gelijknamige spoorwegstation. Het station is gelegen in het hart van de City of London en is geopend in 1884.

## Geschiedenis

### Inner Circle
In 1876 hadden de Metropolitan Railway (MR) en de District Railway (DR) het grootste deel van de Inner Circle, de latere Circle Line, met respectievelijk Aldgate en Mansion House als oostelijk eindpunt. De bedrijven lagen overhoop over de voltooiing van de route, aangezien de DR het financieel moeilijk had en de MR bang was dat de voltooiing haar inkomsten zou aantasten door toegenomen concurrentie van de DR in het stadsgebied. In 1874 richtten investeerders die graag wilden dat de Inner Circle zou worden afgebouwd de Metropolitan Inner Circle Completion Railway (MICCR) op om Mansion House met Aldgate te verbinden. Hierdoor zag MR zich genoodzaakt om de MICCR op te kopen en samen met de DR begon ze in 1879 als nog met de bouw van het sluitstuk, waaronder een metrostation bij het in 1866 geopende spoorwegstation aan Cannon Street.
Op 6 oktober 1884 werd metrostation geopend en gingen de diensten van de District Railway en de Inner Circle bij Cannon Street van start. Aanvankelijk werd de Inner Circle verzorgd metro's van de DR en de MR, vanaf 1 november 1926 werden de diensten op de Inner Circle geheel verzorgd door de MR. In 1933 werd het openbaar vervoer in Londen genationaliseerd in de London Passenger Transport Board, die de lijnen District Line en Metropolitan Line noemde. De Inner Circle-dienst werd in 1949 als aparte lijn geformaliseerd met een eigen lijnkleur (geel) onder de naam Circle Line, hoewel de metro's net als in het begin werden gesteld door zowel de District Line als de Metropolitan Line.

### Fleet Line
Aan het eind van de 19e eeuw waren meerdere bedrijven op zoek naar bekostiging van hun concessies voor geboorde metrotunnels onder de stad. De Amerikaanse investeerder Yerkes kocht een aantal van deze bedrijven en kwam in 1903 met een voorstel voor een tunnel onder Fleet Street als zijtak van de Piccadilly Line. Veertig jaar later lag er een plan voor een zelfstandige lijn onder Fleet Street, maar na afloop van de Tweede Wereldoorlog kreeg de Victoria Line prioriteit en pas in 1965 werd de Fleet Line, met een station bij Cannon Street, nieuw leven ingeblazen. London Transport besteedde in 1972 £ 10 miljoen  om de route onder Cannon Street te reserveren en versterkingen te bouwen ten behoeve van de tunnelbuis in de verzadigde grond rond het station. In 1977 werd de Fleet Line omgedoopt in Jubilee Line waarvan het eerste deel in 1979 geopend werd. De bekostiging van het deel ten oosten van Trafalger Square kwam tijdens de regering Thatcher niet rond en in 1992 volgde een nieuw tracébesluit wat inhield dat de lijn langs de spoorwegstations aan de zuidkant van de Theems zou lopen en de route onder Fleet street van de baan was.

### Verbouwing

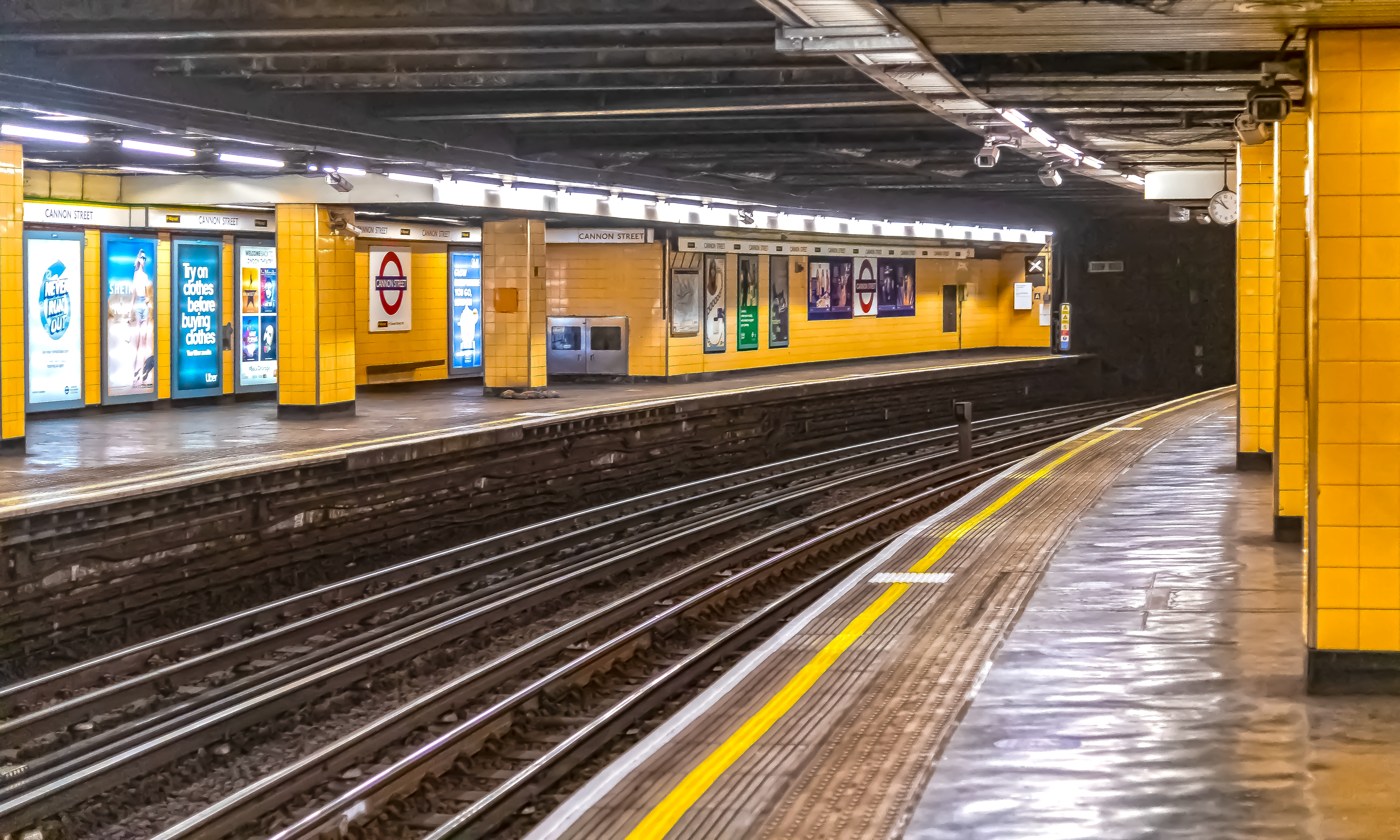
De perrons met Circle Line gele tegels in 2022

Het metrostation onderging, tegelijk met het spoorwegstation, een ingrijpende verbouwing die in 2012 werd voltooid. Op 14 december 2014 zijn de openingstijden van het station aanzienlijk gewijzigd: het station is 's zondags open en sluit niet meer vroeg in de avond. Het station had voordien beperkte openingstijden omdat het voornamelijk de financiële dienstverleners rond het station bediende, dus er was weinig vraag naar diensten buiten kantooruren. Door de ruimere openingstijden van het spoorwegstation in verband met het Thameslink-programma, werden ook de openingstijden van het metrostation gewijzigd ten behoeve van de overstappers. Sinds 2018 is het toegestaan om over te stappen naar Bank zonder opnieuw het instaptarief te hoeven betalen.

## Ligging en inrichting
De ingang van het metrostation ligt aan Dowgate Hill aan de westkant van het spoorwegstation. De reizigers komen daar in de stationshal onder het spoorwegstation, daarnaast is er ook een inpandige verbinding met het deel van National Rail. Achter de toegangspoortjes is de verdeelhal met vaste trappen verbonden met de perrons, het station is dan ook niet rolstoeltoegankelijk. De sporen en perrons liggen in een slinger onder Cannon Street en "Mind the gap" geldt hier dus ook.
Hammersmith · 
Goldhawk Road · 
Shepherd's Bush Market · 
Wood Lane · 
Latimer Road · 
Ladbroke Grove · 
Westbourne Park · 
Royal Oak · 
Paddington · 
Edgware Road · 
Baker Street · 
Great Portland Street · 
Euston Square · 
King's Cross St. Pancras · 
Farringdon · 
Barbican · 
Moorgate · 
Liverpool Street · 
Aldgate · 
Tower Hill · 
Monument · 
Cannon Street · 
Mansion House · 
Blackfriars · 
Temple · 
Embankment · 
Westminster · 
St. James's Park · 
Victoria · 
Sloane Square · 
South Kensington · 
Gloucester Road · 
High Street Kensington · 
Notting Hill Gate · 
Bayswater · 
Paddington · 
Edgware Road